# Sweet Home Alabama (sang)
 For alternative betydninger, se Sweet Home Alabama. (Se også artikler, som begynder med Sweet Home Alabama)
"Sweet Home Alabama" er en sang af Lynyrd Skynyrd, og kan findes på deres andet album Second Helping fra 1974. Teksten er skrevet Ronnie Van Zant og musikken af Ed King og Gary Rossington fra gruppen.
Sangen er et svar på sangene "Southern Man" og "Alabama", som er skrevet af Neil Young (Crosby, Stills, Nash & Young). De to sange omhandler racisme og slaveri i de amerikanske sydstater.
Sangen er siden blevet anvendt i en række film såsom filmen af samme navn, Con Air, 8 Mile, Forrest Gump og 2003-udgaven af Motorsavsmassakren.